# Disulfuro
En química y en biología, un disulfuro es un grupo funcional con la estructura general R-S-S-R'. El enlace también es llamado enlace SS o puente disulfuro y generalmente se deriva del enlazamiento de dos grupos tiol. En términos formales, el enlace es un persulfuro, en analogía a su similar, peróxido (R-O-O-R'), pero esta terminología es raramente utilizada, excepto cuando se hace referencia a hidrosulfuros (compuestos R-S-S-H o H-S-S-H).
En química inorgánica, disulfuro generalmente se refiere al anión correspondiente S2−
2 (−S–S−), por ejemplo en el dicloruro de disulfuro. En las proteínas, la formación de puentes disulfuros entre  cisteínas es muy importante para el plegamiento e integridad de la estructura terciaria y para la regulación de diversos procesos metabólicos.

## Ejemplos
- Disulfuro de hierro: conocido como pirita, (FeS2).
- Disulfuro de dicloro: un líquido destilable, (S2Cl2).
- Cistina: aminoácido, (C6H12O4N2S2).
- Ácido lipoico: vitamina, (C8H14O2S2).
- Difenil Disulfuro: (C12H10S2).

|      |       |             |           |          |
| FeS2 | S2Cl2 | C6H12O4N2S2 | C8H14O2S2 | C12H10S2 |

## Disulfuros orgánicos

### Propiedades
Los enlaces disulfuro son fuertes, con una energía de disociación de enlace típica de 60 kcal/mol (251 kJ mol−1). Sin embargo, siendo cerca del 40% más débil que C-C y C-H, el enlace disulfuro es frecuentemente el "enlace débil" en muchas moléculas. Además, se refleja su polarizabilidad del azufre divalente, el enlace S-S es susceptible a la escisión por reactivos polares, ya sean electrófilos o nucleófilos.
RS–SR + Nu− → RS–Nu + RS−
El enlace disulfuro es alrededor de 2.05 Å de longitud. Alrededor de 0.5 Å más largo que el enlace C-C. Los disulfuros muestran una preferencia de ángulos diedros que se aproximan a 90°. Cuando el ángulo se aproxima a 0° o 180°, entonces el disulfuro es significativamente un mejor oxidante.
Los disulfuros que tienen dos grupos R iguales son llamados simétricos, algunos ejemplos son el difenil disulfuro y el dimetil disulfuro. Cuando los dos grupos R no son idénticos, el compuesto es clasificado como asimétrico o disulfuro mixto.
Aunque la hidrogenación de disulfuros usualmente no es práctica, la constante de equilibrio para la reacción indica una medida del potencial oxidación-reducción estándar para los disulfuros:
RSSR + H2 → 2 RSH
Este valor es alrededor de -250 mV NHE (pH = 7). En comparación, el potencial oxidación-reducción estándar para las ferroxidinas es de alrededor -430 mV.

### Síntesis
Los enlaces disulfuro son formados generalmente por la oxidación de grupos sulfidrilo (-SH), especialmente en contextos biológicos. La transformación es la siguiente:
2 RSH  RS–SR + 2 H+ + 2 e−
Una variedad de oxidantes promueven esta reacción, incluyendo el aire y el peróxido de hidrógeno. Se piensa que tales reacciones proceden por intermedairios de ácido sulfónico. El yodo en presencia de una base, es comúnmente utilizado para oxidar tioles a disulfuros dentro de un laboratorio. Varios metales, como complejos de cobre(II) y hierro (III) intervienen esta reacción. Alternativamente, enlaces disulfuro en proteínas se forman por el intercambio de tiol-disulfuro:
RS–SR + R′SH  R′S–SR + RSH
Tales reacciones con mediadas por enzimas en algunas casos y en otros casos bajo condiciones de control de equilibrio, especialmente en la presencia de alguna concentración catalítica de alguna base.
La alquilación de metales alcalinos y polisulfuros dan como resultado disulfuros. Los polímeros "Thiokol"se dan cuando el polisulfuro de sodio es tratado con dialogenuros de alquilo. En otra reacción similar, reactivos carboniónicos reaccionan con azufre elemental para resultar en mezclas de tioéter, disulfuros y polisulfuros. Estas reacciones son generalmente inselectivas, pero pueden ser optimizadas para aplicaciones específicas.
Muchos métodos especializados han sido desarrollados para formar disulfuros, usualmente para aplicaciones en síntesis orgánicas. Reactivos que otorgan el equivalente de "RS+" reaccionan con tioles que dan disulfuros asimétricos
RSH + R′SNR″2 → RS–SR′ + HNR″2, where R″2N = Ftalimida

### Reacciones
El aspecto más importante de los enlaces disulfuro es su escisión, la cual ocurre por la vía de reducción. Una variedad de reductores pueden ser utilizados. En bioquímica, tioles como el mercaptoetanol (b-ME) o el ditiotreitol (DTT) funcionan como agentes reductores; los reactivos tiol son utilizados en exceso para llevar el equilibrio a la derecha:
RS–SR + 2 HOCH2CH2SH  HOCH2CH2S–SCH2CH2OH + 2 RSH
El reductor Tris (2-carboxietil)fosfina (TCEP) es útil, además de por ser inodoro comparado con b-ME y DTT, porque es selectivo en condiciones alcalinas y ácidas (contrario al DTT), es más hidrofílico y más resistente a la oxidación mediada por el aire. Además, generalmente no es necesario remover TCEP antes de la modificación de tioles de proteína.
En síntesis orgánica, compuestos hidruro son empleados típicamente para la escisión de disulfuros, tales como borohidruro de sodio. Metales alcalinos más agresivos tendrán efecto en esta reacción:
RS–SR + 2 Na → 2 NaSR
Estas reacciones son frecuentemente seguidas por una protonación del tiolato
NaSR + HCl → HSR + NaCl
El intercambio tiol-disulfuro es una reacción química en que el grupo tiolato –S− ataca el átomo de azufre de un enlace disulfuro –S–S–. El enlace disulfuro original se rompe, y el otro átomo de azufre (átomo verde en la Figura 1) es liberado como un nuevo tiolato que se lleva la carga negativa. Mientras tanto, el nuevo enlace disulfuro se forma entre el tiolato atacante (átomo rojo en la Figura 1) y el átomo de azufre original (átomo azul en la figura 1).

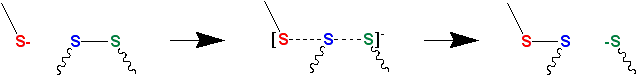
Intercambio tiol-disulfuro que muestra el intermediario lineal en el que la carga es compartida entre los tres átomos de azufre. El grupo tiolato (mostrado en rojo) ataca el átomo de azufre (mostrado en azul) del enlace disulfuro, desplazando el otro átomo de azufre (mostrado en verde) y formando un nuevo enlace disulfuro.

Los tiolatos, no los grupos tiol, atacan los enlaces disulfuro. Por lo tanto, el intercambio tiol-disulfuro es inhibido a un pH bajo (típicamente, menor a 8) donde la forma de tiol protonado es favorecida a la forma de tiol desprotonado. (El pKa de un grupo tiol típico es cercano a 8.3, pero puede variar de acuerdo a su entorno.)
El intercambio tiol-disulfuro es la reacción principal por la que los enlaces disulfuro son formados y reacomodados en una proteína. El rearreglo de los enlaces disulfuro dentro de una proteína generalmente ocurre por vía intercambio tiol-disulfuro intraproteína; el grupo tiolato de un residuo de cisteína ataca los enlaces disulfuro propios de la proteína. Este proceso de rearreglo de disulfuros no cambia el número de enlaces disulfuro en una proteína, solo su localización (cuales cisteínas son las que se encuentran enlazadas). El proceso de intercambio es mucho más rápido que reacciones de óxido-reducción, las cuales cambian el número de enlaces disulfuro dentro de la proteína. La oxidación y reducción in vitro de enlaces disulfuro en una proteína generalmente también ocurre vía reacciones de intercambio tiol-disulfuro. Típicamente, el tiolato de un reactivo redox como glutationa o ditiotreitol ataca el enlace disulfuro en una proteína formando un enlace disulfuro mixto entre la proteína y el reactivo. Cuando este enlace disulfuro mixto es atacado por otro reactivo tiolato, deja oxidada la cisteína. En efecto, el enlace disulfuro es transferido de la proteína al reactivo en dos pasos (las dos reacciones de intercambio).
La oxidación y reducción in vivo de enlaces disulfuro en una proteína por intercambio tiol-disulfuro es facilitado por una proteína llamada tioredoxina. Esta pequeña proteína, esencial para todos los organismos vivos conocidos, contiene dos residuos de aminoácidos de cisteína en un arreglo vecinal (uno junto a otro), lo que permite que se forme un enlace disulfuro interno, o enlaces disulfuro con otras proteínas. Como tal, puede ser utilizada como repositorio de enlaces disulfuro oxidados o reducidos.
Muchas reacciones orgánicas especializadas han sido desarrolladas por disulfuros, de nuevo principalmente asociadas con la escisión del enlace S–S, que usualmente es el enlace más débil en una molécula orgánica. En las reacciones de ruptura de disulfuros de Zincke, los disulfuros son escindidos para resultar en halogenuros de sulfenilo por la reacción con bromo o cloro.

Enlaces disulfuro (Representación esquemática) en una proteína.

### Ocurrencia en proteínas
Los enlaces disulfuro tienen un rol importante en el plegamiento y estabilidad de algunas proteínas, usualmente proteínas secretadas al medio extracelular. Ya que la mayoría de los comportamientos celulares son ambientes reductores, en general, los enlaces disulfuro son inestables en el citosol, con algunas excepciones como se denota más abajo, a no ser que haya sulfidril oxidasa presente.

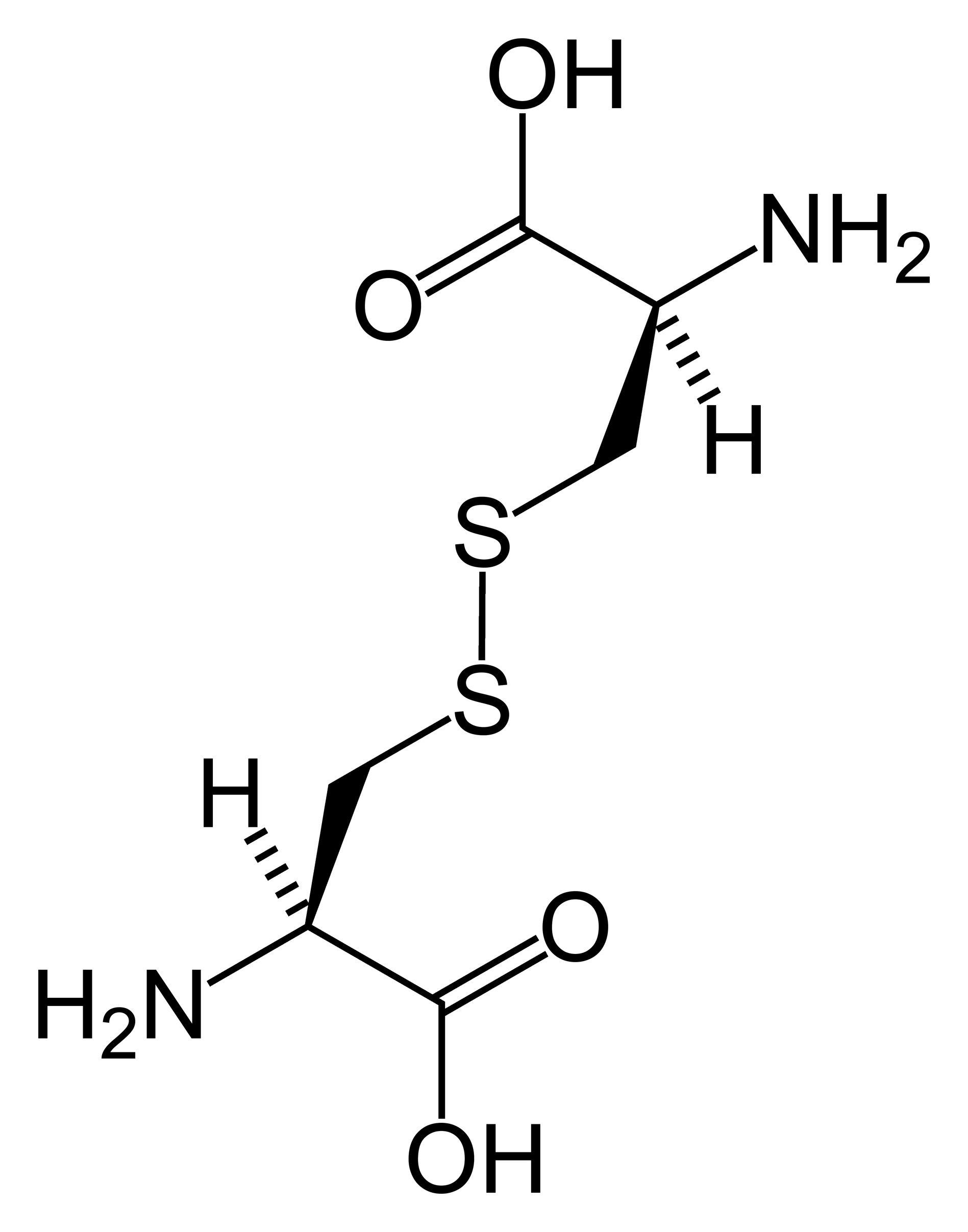
La cistina es un dímero que se compone de dos aminoácidos de cisteína unidos por un enlace disulfuro.(Mostrado aquí en su forma desionizada).

Los enlaces disulfuro en proteínas están formadas entre grupos tiol de residuos de cisteína por el proceso de plegamiento oxidativo. El otro aminoácido que contiene azufre, metionina, no puede formar enlaces disulfuro. Un enlace disulfuro es típicamente denotado por poner un guion entre las abreviaciones de cisteína. Por ejemplo, si se refiere a los enlaces de la Ribonucleasa A, el "enlace disulfuro Cis26–Cis84", o el "enlace disulfuro 26–84" o simplemente como "C26–C84" donde el enlace disulfuro es sobreentendido y no es necesario mencionarlo. El prototipo de un enlace disulfuro proteico es el tener un péptido de dos aminoácidos, cistina, que se compone de dos aminoácidos de cisteína unidos por un enlace disulfuro (mostrado en la Figura 2 en su forma desionizada). La estructura de un enlace disulfuro puede ser descrito por su ángulo diedro χss entre átomos Cβ–Sγ–Sγ–Cβ, que usualmente se aproxima a ±90°.
El enlace disulfuro estabiliza la forma plegada de una proteína de varias maneras:
1. Mantiene dos porciones de la proteína juntas, que le da a la proteína su topología plegada. Lo que conlleva a que el enlace disulfuro desestabiliza la forma desplegada de la proteína al bajar su nivel de entropía.[25]
2. En enlace disulfuro puede formar un núcleo hidrofóbico en una proteína plegada, por ejemplo, residuos hidrofóbicos locales se pueden condensar alrededor de un enlace disulfuro y también uno sobre otro en consecuencia de las interacciones hidrofóbicas.[31]
3. En relación con 1 y 2, el enlace disulfuro une dos segmentos de la cadena proteica; el enlace aumenta la concentración local de residuos proteicos y disminuye la concentración local de moléculas de agua. Ya que las moléculas de agua atacan los enlaces de hidrógeno amida-amida y rompen la estructura secundaria, un enlace disulfuro estabiliza la estructura secundaria en su vecinidad. Por ejemplo, investigadores han identificado varios pares de péptidos que están inestructurados cuando se encuentran aislados, pero adoptan una estructura secundaria o terciaria cuando se forma un enlace disulfuro entre ellos.[32]

La especie disulfuro es en particular el emparejamiento de cisteínas en una proteína unida por enlaces disulfuro y es usualmente representada al listar los enlaces disulfuro en paréntesis, por ejemplo "especies disulfuro (26–84, 58–110)". Un conjunto disulfuro es un grupo de todas las especies disulfuro con el mismo número de enlaces disulfuro, y es usualmente denotado como conjunto 1S, conjunto 2S, etc. para especies que tienen uno, dos, etc. enlaces disulfuro. Por lo tanto, la especie disulfuro (26–84) pertenece al conjunto 1S, mientras que las especies (26–84, 58–110) pertenecen al conjunto 2S. Las especies sencillas sin enlaces disulfuro usualmente se representan como R o "totalmente reducidas". Bajo condiciones típicas, el rearreglo de disulfuros es mucho más rápido que la formación de nuevos enlaces disulfuro o que su reducción; por lo tanto las especies disulfuro dentro de un conjunto se equlibran más rápido entre conjuntos.
La forma principal de una proteína es usualmente una especie particular de disulfuros, aunque algunas proteínas pueden ciclarse entre unos cuantos estados de disulfuros como parte de su función, por ejemplo tiorredoxina. En proteínas con más de dos cisteínas, especies disulfuro secundarias se pueden formar, que casi siempre están mal plegadas. Al aumentar el número de cisteínas, el número de especies secundarias aumenta factorialmente.

#### Predicción de abundancia de disulfuros
El número de maneras i en el que p enlaces disulfuro se puede formar a partir de n residuos de cisteína presentes en una proteína está dado por la fórmula:
{\displaystyle i={\frac {n!}{(n-2p)!\ p!\ 2^{p}}}}
Dónde,
i Es el número de diferentes isómeros de enlaces disulfuro o conexiones posibles.
n es el número de cisteínas presentes en la molécula proteica.
p es el número de enlaces disulfuro que se forman (por lo que 2p es menor o igual a n).
La fórmula anterior es la forma más general que se puede utilizar para calcular el número posible de isómeros de enlaces disulfuro (o conexiones) donde n es par o non, y que todos o sólo algunas de las cisteínas estén involucradas en la formación de enlace disulfuro.
Sin embargo, muchas de las proteínas que tienen enlaces disulfuro que existen naturalmente tienen un número par de cisteínas con todas ellas participando en la formación de enlaces disulfuro. Para este caso específico, n es un número par y p es igual a n2.
Sustituyendo el valor de p, la fórmula anterior para el número posible de conexiones de enlaces disulfuro se simplica a:
{\displaystyle i={\frac {n!}{(n-2p)!\ p!\ 2^{p}}}={\frac {n!}{(n-2({\frac {n}{2}}))!\ {({\frac {n}{2}})}!\ {2^{({\frac {n}{2}})}}}}={\frac {n!}{{({\frac {n}{2}})}!\ {2^{({\frac {n}{2}})}}}}}
Particularmente en este caso (n es par y todas las cisteínas forman enlaces disulfuro), una fórmula que es más fácil de recordar es:
{\displaystyle i=(n-1)\ (n-3)\ (n-5)\ ...1}
Las dos relaciones anteriores son buenos modelos para proteínas que tienen un número par de cisteínas y todas las cisteínas están involucradas en la formación de enlaces disulfuro. Ambas fórmulas se obtienen usando la misma lógica y esencialmente representan una simplificación de la fórmula inicial.
Como un ejemplo específico para el caso anterior, una proteína con ocho aminoácidos de cisteína como la ribonucleasa A, puede formar 105 especies diferentes con cuatro disulfuros, ya que todas las cisteínas están involucradas en la formación de enlaces disulfuro. Aquí n=8 y p=4. Así que :
{\displaystyle i=(8-1)\ (8-3)\ (8-5)\ (8-7)=7\ \cdot \ 5\ \cdot \ 3\ \cdot \ 1=105}
Sólo uno de los 105 isomeros posibles es la especie original. Se han identificado enzimas isomerasas que catalizan la interconversión de especies disulfuro, acelerando la formación de las especies funcionales proteicas.
Las especies disulfuro que tienen sólo enlaces disulfuro de la especie original (pero cuentan con todos) se les denota como des seguido por el/los enlace(s) faltantes dentro de corchetes cuadrados. Por ejemplo la especie disulfuro des[40–95] tiene todos los enlaces disulfuro de la especie original, excepto aquel que se encuentra entre las cisteínas 40 y 95.
Para analizar la estructura de las proteínas, frecuentemente es necesario romper los enlaces disulfuro. Está reducción de los enlaces disulfuro puede ser llevada a cabo por el tratamiento con 2-mercaptoetanol, ditiotreitol o tris (2-caboxietil) fosfina.

#### En bacterias y archaea
Los enlaces disulfuro tienen un rol importante en la protección de bacterias, ya que actúan como un interruptor de encendido y apagado para las proteínas cuando las células están expuestas a reacciones de oxidación. El peróxido de hidrógeno (H2O2) puede dañar severamente en ADN y matarla a bajas concentraciones de no ser por la actividad protectora de los enlaces SS. Las Archaeas típicamente tienen menos enlaces disulfuro que los organismos superiores.

#### En eucariotas
En células eucariotas, en general, enlaces disulfuro estables se forman en el lumen del retículo endoplásmico rugoso y en el espacio intermembranal de la mitocondria, pero no en el citosol. Esto se debe a que en los organelos antes mencionados se tiene un ambiente que favorece la oxidación y al ambiente reductor con el que cuenta el citosol (ver glutaniona). Por lo tanto, los enlaces disulfuro son mayormente encontrados en proteínas secretadas, proteínas lisosomales, y en los dominos exoplásmicos de proteínas de membrana.
Existen notables excepciones a esta regla. Por ejemplo, muchas proteínas nucleares y citosólicas pueden ser reticuladas por medio de disulfuros durante la muerte celular necrótica. Similarmente, un número de proteínas citosólicas puede contener residuos de cisteína en proximidad de una a otra que fungen como sensores de oxidación o catalizadores de óxido-reducción; cuando el potencial reductivo de las células falla, se oxidan y desencadenan mecanismos celulares de respuesta. Los virus Vaccinia también producen proteínas citosólicas y péptidos que tienen muchos enlaces disulfuros; aunque se desconoce por qué, se presume que tienen efectos protectores contra la maquinaria intracelular de proteólisis.
Los enlaces disulfuro también se forman entre protaminas en la cromatina del esperma de muchas especies mamíferas.

#### Disulfuros en proteínas reguladoras.
Como los enlaces disulfuro pueden ser reversiblemente reducidos o reóxidados, el estado redox de estos enlaces ha evolucionado como un elemento de señalización. En cloroplastos, por ejemplo, la reducción enzimática de enlaces disulfuro se ha asociado al control de numerosas rutas metabólicas y de expresión de genes. La actividad de señalización ha sido demostrada, hasta ahora, que se lleva a cabo por el sistema ferredoxina-tiorredoxina, que canaliza electrones de las reacciones de luz del fotosistema I para, catalíticamente, reducir disulfuros en las proteínas reguladas de manera dependiente de la luz. De esta manera, los cloroplastos ajustan la actividad de procesos clave como el ciclo de Calvin-Benson, degradación de almidón, producción de ATP y expresión génica de acuerdo a la intensidad de la luz.

#### En pelo y plumas
Más del 90% del peso seco del pelo se compone de proteínas llamadas queratinas que tienen un alto contenido de disulfuros provenientes de la cisteína. La durabilidad que se da en parte por los enlaces disulfuro, es ilustrada por la recuperación de cabello virtualmente intacto en tumbas egipcias. Las plumas tienen queratinas similares y son extremadamente resistentes a enzimas digestivas. Diferentes partes del pelo y de las plumas tienen diferentes concentraciones de cisteína, que tiene en consecuencia su suavidad o dureza. La manipulación de enlaces disulfuro en el cabello es la base para los enchinados permanentes en la industria cosmética. Reactivos que afectan la creación o rompimiento de enlaces S–S son necesarios, por ejemplo, tioglicolato de amonio. El alto contenido de disulfuro en las plumas determina que exista una alta concentración de azufre en huevos provenientes de aves. El alto contenido de azufre en el pelo y las plumas contribuye al olor desagradable que resulta de su combustión.

## Disulfuros inorgánicos
El anion disulfuro es S2−
2, o −S–S−. Usualmente se le asigna el número de oxidación −2 al azufre, descrito como S2− y llamado sulfuro. Tiene la configuración electrónica del gas noble (argón). En disulfuros, el azufre es solamente reducido a un estado con número de oxidación −1. Entonces su configuración se asemeja a aquella de un átomo de cloro. Entonces tiene a formar enlaces covalentes con otro centro S− para formar grupos S2−
2. El oxígeno se comporta comporta de manera similar, por ejemplo en peróxidos como H2O2. Ejejmplos:
- Disulfuro de hierro (FeS2)
- Dicloruro de disulfuro (S2Cl2)

## En la industria
Enlaces disulfuro y (polidisulfuro) son los enlaces reticuladores que resultan de la vulcanización del caucho. En analogía al rol de los disulfuros en proteínas, los enlaces S–S en el caucho son uniones y afectan fuertemente la reología del material.

## Compuestos relacionados.
Los tiosulfóxidos son ortogonalmente isoméricos con disulfuros, teniendo el segundo azufre derivado del primero y no se encuentra en una cadena continua, por ejemplo, >S=S, en lugar de –S–S–.
Los enlaces disulfuro son análogos, pero más comunes que los enlaces peróxidos y los diselenidos. También existen compuestos intermediaros de ellos, por ejemplo, tioperoxidos, también conocidos como enlaces oxadisulfuro, tienen una fórmula R1OSR2 (equivalentemente R2SOR1). Estos son isomericos a los sulfoxidos una manera similar a la mencionada anteriormente. Es decir, >S=O en lugar de –S–O–.
Los disulfuros de thiuram, con la fórmula (R2NC(S)S)2, son disulfuros pero se comportan de manera diferente por el grupo tiocarbonil.
Compuestos con tres átomos de azufre como CH3S–S–SCH3 , son llamados trisulfuros, o enlaces trisulfuro.

## Ambigüedades
El término disulfuro también hace referencia a compuestos que contienen dos átomos de azufre en su fórmula molecular. Esto sucede debido a que se hace uso de la nomenclatura sistemática.
Por ejemplo, el disulfuro de carbono (CS2), es una molécula con un centro de carbono y dos átomos de azufre ligados al átomo central por enlace doble: S=C=S. Por lo tanto, esta molécula no tiene la misma estructura química que la de los compuestos mencionados anteriormente ya que no es una unión de dos átomos de azufre adyacentes. Otro ejemplo es el disulfuro de molibdeno (MoS2) el cual; como se puede observar en la figura, es un compuesto cristalino.
|     |      |
| CS2 | MoS2 |